# Örjan Sandler
Örjan Sandler, né le 28 septembre 1940 à Sunne, est un patineur de vitesse suédois.

## Biographie
Aux Jeux olympiques d'hiver de 1968 organisés à Grenoble, il remporte sa seule médaille internationale de sa carrière en terminant troisième lors du 10 000 mètres. Il continuera sa carrière jusqu'aux Jeux olympiques de Lake Placid en 1980. Sandler a été également actif dans d'autres sports tels que la course à pied, la course d'orientation, le triathlon (dans lequel il a connu quelques succès) ou encore le ski nordique.

## Records personnels
| Distance      | Temps        | Année |
| ------------- | ------------ | ----- |
| 500 mètres    | 41 s 2       | 1969  |
| 1 000 mètres  | 1 min 21 s 9 | 1968  |
| 1 500 mètres  | 2 min 4 s 2  | 1969  |
| 5 000 mètres  | 7 min 22 s 5 | 1969  |
| 10 000 mètres | 15 min 9 s 0 | 1980  |